# Рубинский, Владимир Васильевич
Владимир Васильевич Рубинский (23 мая 1923, Ашхабад — 15 декабря 2015, Санкт-Петербург) — майор, командир расчёта противотанковой артиллерии, Герой Советского Союза, прототип главного героя фильма «Смерти нет, ребята!» лейтенанта Рубина.

## Биография
Родился в Ашхабаде в семье служащего. Окончил 8 классов, аэроклуб. Работал автослесарем, шофёром. С 1941 года — курсант эскадрильи при Туркменском управлении Гражданского воздушного флота. В Красной Армии с февраля 1942 года. Боевое крещение принял под городом Ливны, где открыл личный счёт подбитых немецких танков. В 1942 году окончил ускоренный курс Подольского артиллерийского училища. На фронте с августа 1942 года.
В 21 год — начальник артиллерии 800-го ордена Суворова Пражского полка 143-й стрелковой дивизии.
После окончания войны был рекомендован к поступлению в артиллерийскую академию, но последствия трёх ранений и двух контузий поставили крест на военной карьере Рубинского. С 1946 года майор Рубинский — в отставке.
Женился в мае 1949 года, жил в Санкт-Петербурге, 7 внуков, 13 правнуков.
Похоронен на Смоленском кладбище.

## Звание героя Советского Союза
Батареи 800-го полка 16-25 апреля 1945 года обеспечили прорыв обороны противника на левом берегу реки Одер и на подступах к Берлину нанесли значительный урон врагу.
Звезду Героя Рубинский получил за бой при штурме Берлина. Продвижение полка по улицам города было приостановлено двумя закопанными в землю тяжелыми самоходными орудиями «Фердинанд», которые располагались уступом и вели постоянный обстрел прямой наводкой советских войск. Ситуацию осложнял забетонированный канал, который отделял наступающих от самоходок и четыре пулемёта, установленные в орудийных башнях.
Против «Фердинандов» были выставлены две 76-мм пушки. Однако огнём немецких автоматчиков и «фаустников», которые вели огонь с крыш близлежащих зданий, расчёты наших пушек были уничтожены.
Рубинский вместе с солдатами из запасных расчётов отправился на передовую сам. Огонь противника был такой силы, что до орудия добрались только двое — Рубинский и его ординарец. Зная, что пробить броню немецкой техники сложно, офицер решил стрелять осколочно-фугасными снарядами. Он и ствол «Фердинанда» повредит, и обоих пулемётчиков заставит замолчать. После первого же выстрела замолкли пулемёты противника. Ещё несколько выстрелов и один «Фердинанд» задымился. Однако выстрелом второй самоходки разбита пушка, Рубинский и его ординарец оглушены и ранены осколками. Несмотря на контузию, они смогли доползти и зарядить второе орудие. Выстрел — второй «Фердинанд» замолчал.
Неравная «дуэль» длилась двадцать минут. К её концу оба советских артиллериста были тяжело ранены, обе пушки разбиты прямыми попаданиями.
Звание Героя Советского Союза присвоено 31 мая 1945 года. Звезду Героя Рубинскому вручал лично командующий 1-м Белорусским фронтом Георгий Жуков.

## Консультант фильма
Сослуживец Рубинского, начальник разведки полка Сейитнияз Атаев, написал сценарий, в котором прототипом главного героя выступил Владимир Рубинский.
В 1970-м режиссёр Булат Мансуров снял по сценарию фильм «Смерти нет, ребята!». Рубинского сыграл Евгений Жариков (в фильме его фамилия Рубин).